# Эндопептидазы
Эндопептидазы (эндопротеиназы) — протеолитические ферменты (пепсин, трипсин, химотрипсин, эластаза), расщепляющие пептидные связи внутри пептидной цепи. С наибольшей скоростью ими гидролизуются связи, образованные определёнными аминокислотами.
Эндопептидазы синтезируются в виде проферментов, активируемых затем при помощи избирательного протеолиза. Таким образом клетки, секретирующие эти ферменты, защищают собственные белки от разрушения. От действия ферментов клеточную мембрану клеток животных защищает также поверхностный слой олигосахаридов — гликокаликс, а в кишечнике и желудке — слой слизи.